# Steven Lewington
Steven Paul Lewington (25 de febrero de 1983), más conocido como DJ Gabriel es un luchador profesional Inglés que trabajó en la World Wrestling Entertainment en su marca ECW.

## Carrera

### World Wrestling Entertainment (2005-2010)
Cuando la WWE hizo un tour en Inglaterra en 2005, Lewington hizo tres apariciones en el programa, como jobber en el Carlito's Cabana, como jobber perdiendo frente a Kurt Angle y otra vez como parte del equipo de seguridad de la WWE. 
Después de sus apariciones en la WWE durante el 2005, Lewington se quedó en Inglaterra para luchar en la promoción ASW, bajo el nombre de Steve Sonic. El 17 de junio de 2006 en Croydon, Steve Sonic ganó a Drew McDonald en un ladder match ganando el ASW British Heavyweight Championship. Sonic retuvo el campeonato durante varios meses hasta que renunció al título para volver al territorio de desarrollo de la WWE en julio de 2006.
En abril de 2007, WWE hizo otro tour por Inglaterra, Lewington hizo otra aparición en Raw, como jobber perdiendo frente a Umaga. Su actuación en este combate fue suficiente para que la WWE le ofreciera un contrato a Lewington para que fuera a territorios de desarrollo. Después de recibir su contrato, Lewington se fue para la Ohio Valley Wrestling (OVW) y formó equipo llamado Terminal Velocity con Chet the Jett. Después de un breve tiempo en FCW, Terminal Velocity volvió a OVW y ganó el OVW Southern Tag Team Championship consiguiendo su primer campeonato. El 26 de septiembre de 2007, Lewington y Chet perdieron los títulos frente a The James Boys (KC James and Kassidy James). Después de perder los títulos, Lewington y su compañero Chet the Jett volvieron a la FCW. Después de su regreso a la FCW, Terminal Velocity se dividió cuando Chet se llamó a sí mismo Mariouz Jablonski.
Más tarde Lewington hizo equipo con Heath Miller y avanzaron en las finales del torneo para inaugurar el FCW Florida Tag Team Champions, pero perdieron frente a The Puerto Rican Nightmares (Eddie Colón and Eric Pérez). Lewington y Miller vencieron a Brandon Groom y Greg Jackson y a The Thoroughbreds (Johnny Curtis and Kevin Kiley) en el camino a las finales. El 4 de marzo de 2008 cambió su nombre a Jack Gabriel.
El 18 de noviembre en la edición de ECW, Lewington hizo su debut bajo el nombre de DJ Gabriel venciendo a Sal Rinauro En las siguientes semanas obtuvo fáciles victorias contra luchadores locales. El 30 de diciembre derrotó a Paul Burchill en su primera lucha importante. Perdió su invicto cuando fue derrotado por Mark Henry y luego por Tyson Kidd.
El 30 de octubre de 2009 fue enviado de nuevo a la FCW, donde empezó a luchar bajo el nombre de Mr. FCW. Sin embargo, el 9 de enero de 2010 fue despedido.

## Campeonatos y logros
- All Star Promotions

- ASW British Heavyweight Championship (1 vez)

- Ohio Valley Wrestling

- OVW Southern Tag Team Championship (1 vez) – con Chet the Jet

- Pro Wrestling Illustrated
  - Situado en el Nº182 en los PWI 500 de 2009[1]